# Zander Lehmann

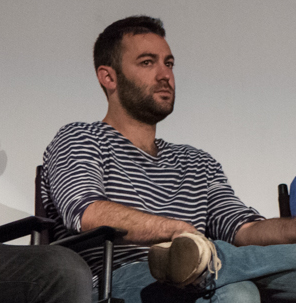
Zander Lehmann (2016)

Zander Lehmann (* 13. Juli 1987 in Santa Monica, Kalifornien) ist ein US-amerikanischer Fernsehproduzent und Drehbuchautor. Er ist Schöpfer und war Showrunner der Fernsehserie Casual.

## Leben
Zander Lehmann wuchs in Santa Monica, im US-Bundesstaat Kalifornien als Sohn des Regisseurs Michael Lehmann mit einer jüngeren Schwester auf. Als Kind besuchte er die Marin Country Day School. 2005 zog seine Familie in die San Francisco Bay Area. Im Jahr 2009 graduierte Lehmann von der Washington University in St. Louis im Fach Psychologie.
In den Fernsehbereich kam er über verschiedene Assistenz-Stellen. Mit 25 Jahren konnte er seinen ersten Pilot an HBO verkaufen, auf den David Fincher eine Option hatte. Der Pilot wurde zwar nicht produziert, führte aber zu weiteren Arbeiten in der Branche. Ein Jahr später schrieb er den Piloten für seine eigene Comedyserie, Casual. Die Serie stieß auf Interesse bei Jason Reitman, der Executive Producer der Serie wurde. Nachdem Lehman ein Drehbuch für eine Folge der MTV-Serie The Shannara Chronicles geschrieben hatte, konnte er Casual an Lions Gate Entertainment verkaufen. Die Fernsehserie handelt von einer dysfunktionalen Familie bestehend aus einem Junggesellen, bei dem seine geschiedene Schwester und ihre Tochter einziehen. Die Serie lief von 2015 bis 2018 auf Hulu und wurde 2016 für den Golden Globe Award nominiert. Insgesamt wurden vier Staffeln und 44 Folgen produziert. Lehmann war dabei als Showrunner tätig, schrieb für mehrere Folgen das Drehbuch und führte in einer Folge die Regie. Seit 2023 ist Lehmann Teil des Drehbuchteams von The Morning Show und ist ein Executive Producer der Serie. Die Fernsehserie wurde 2024 als Beste Dramaserie für einen Emmy nominiert sowie für einen Producers Guild of America Award in derselben Kategorie.